# Acordul Churchill-Stalin de procentaj

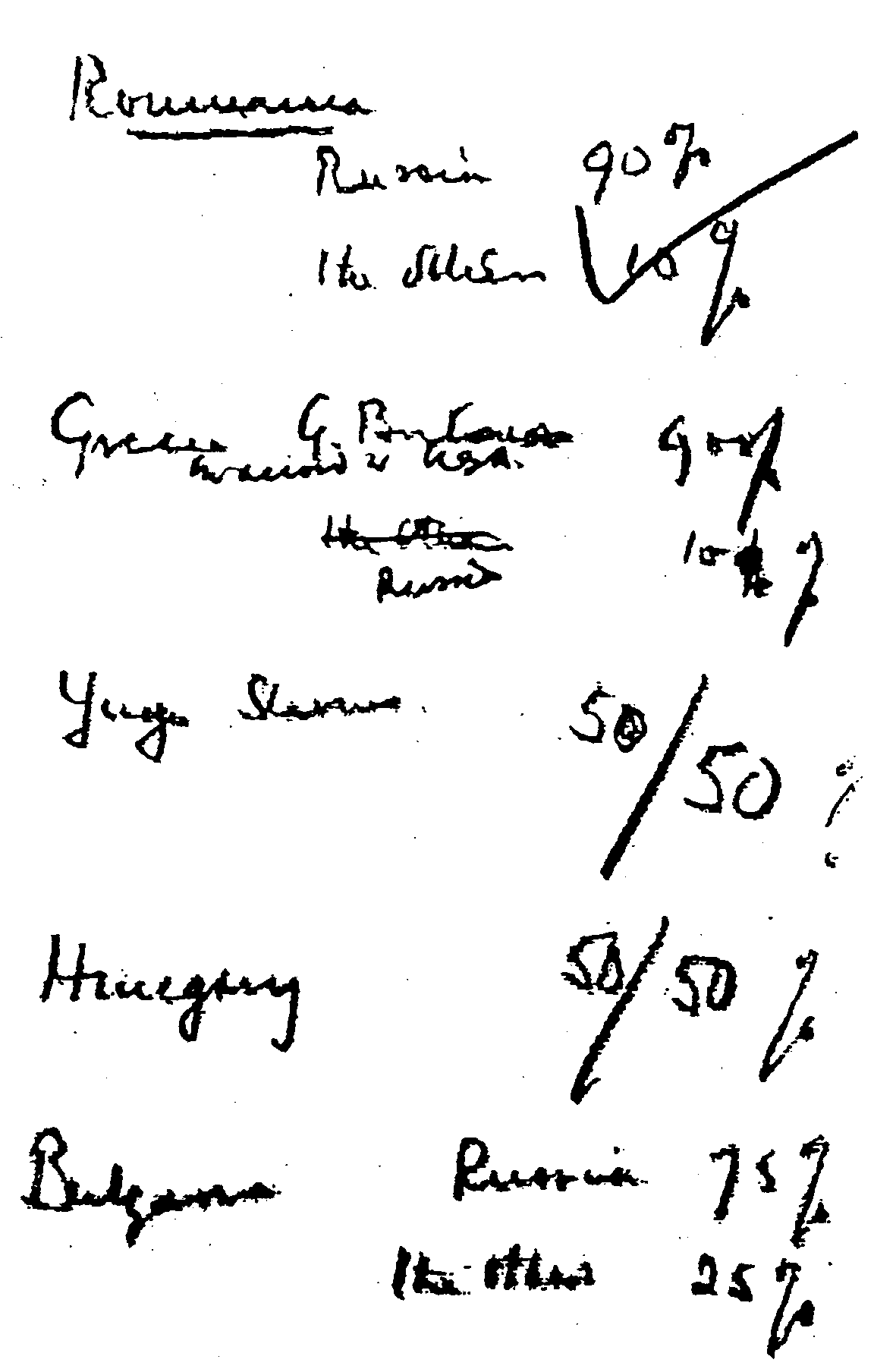
Copia lui Winston Churchill a acordului său secret cu Iosif Stalin

Acordul de procentaj a fost un acord secret și informal între prim-ministrul britanic Winston Churchill și liderul sovietic Iosif Stalin în timpul celei de a patra Conferințe de la Moscova⁠(d) din octombrie 1944. Ea stabilea o posibilă divizare procentuală a controlului asupra țărilor din Europa de Est, împărțindu-le în sfere de influență. Este cunoscut și sub denumirea de documentul obraznic, o poreclă inventată de Churchill însuși din cauza preocupărilor sale cu privire la reacția americanilor la orice înțelegere un substrat atât de evident imperialist, deși, în realitate, președintele SUA Franklin Roosevelt a fost consultat tentativ și a acceptat acordul. Conținutul acordului a fost făcut public pentru prima dată de Churchill în 1953 în volumul final al memoriilor⁠(d) sale. Ambasadorul SUA Averell Harriman⁠(d), care trebuia să-l reprezinte pe Roosevelt în aceste întâlniri, a fost exclus din această discuție.

## Strategia mediteraneană a lui Churchill
În timpul celui de al Doilea Război Mondial, Winston Churchill a constatat, cu tristețe, că Regatul Unit își cheltuise practic toate rezervele de capital pentru război și devenise dependentă din punct de vedere economic de sprijinul american. El a recunoscut că Uniunea Sovietică va ajunge să fie mult mai puternică decât era înainte de război, în timp ce Regatul Unit va fi mai slab. De teamă că Statele Unite ar putea reveni la izolaționism⁠(d) după război, lăsând Anglia să se confrunte singură cu Uniunea Sovietică dintr-o situație economică slăbită, el a căutat un acord preventiv cu Stalin care să stabilizeze lumea postbelică și să-i constrângă pe sovietici într-un mod favorabil intereselor britanice. În acest sens, Churchill s-a preocupat mai ales de asigurarea menținerii Mediteranei în sfera de influență britanică, arătând clar că nu dorea ca comuniștii să vină la putere în Italia, Grecia și Iugoslavia, deoarece credea că guvernele comuniste din acele țări vor permite Uniunii Sovietice să stabilească baze aeriene și navale pe teritoriul acestora, ceea ce ar fi amenințat transporturile britanice în Mediterana.
Canalul Suez și Marea Mediterană erau rute maritime cheie între Regatul Unit și coloniile sale din Asia, în special India, împreună cu Dominioanele Australia și Noua Zeelandă. El era și principala rută pe care o foloseau petrolierele pentru a transporta petrol din Orientul Mijlociu în Regatul Unit. Datorită Canalului Suez, Churchill și alți oficiali britanici intenționau să mențină Egiptul în sfera de influență britanică, continuând o ocupație militară a Egiptului⁠(d) care începuse în 1882, și pe care britanicii o preconizau a fi permanentă. Pentru Churchill, controlul britanic asupra canalului Suez impunea necesitatea controlului britanic asupra Mării Mediterane și asupra Mării Roșii. Pierderea controlului asupra oricăreia dintre acestea putea anula avantajul controlului asupra Canalului Suez. Astfel, pentru Churchill, era esențial să se asigure că țările de pe țărmul Mării Mediterane, precum Italia și Grecia, se aflau în sfera de influență britanică după război. Pe Churchill, în timpul războiului, l-a incomodat faptul că Italia, Grecia și Iugoslavia aveau partide comuniste foarte mari și în creștere, iar cei mai eficienți luptători de rezistență împotriva Axei erau, în acele țări, comuniștii.
Churchill a apreciat faptul că Uniunea Sovietică a dus în cea mai mare parte a războiului, cea mai grea parte a luptei împotriva Germaniei. În același timp, el a susținut o „strategie mediteraneană” anglo-americană de a lovi presupusul „pântece moale” al Axei și de a avansa în Europa de Est, și pentru a împiedica înaintarea Armatei Roșii spre vest, dar și pentru a câștiga războiul. „Strategia mediteraneană” a lui Churchill, pe care el o susținuse din motive mai mult politice decât militare, a provocat multă tensiune cu americanii, care preferau să lupte și să învingă Wehrmachtul în nord-vestul Europei. Politica britanică după iunie 1941 a fost de a sprijini Uniunea Sovietică, deoarece o înfrângere a sovieticilor ar fi permis majorității Wehrmachtului să ducă lupta în vest. În același timp, Churchill avea speranțe că războiul se va încheia cu Armata Roșie mai mult sau mai puțin limitată la granițele din 1941 ale Uniunii Sovietice, Aliații eliberând restul Europei. Împreună cu alți lideri britanici, Churchill credea că Regatul Unit nu își poate permite pierderi grele în lupta împotriva germanilor, iar faptul că Armata Roșie ducea greul luptei, provocând pierderi grele germanilor în timp ce suferea și ea pierderi și mai grele, era o sursă de discretă satisfacție pentru el.
„Strategia mediteraneană” a lui Churchill impunea aliaților să preia controlul asupra Africii de Nord și apoi să invadeze Italia, care, la rândul ei, avea să fie folosită ca bază pentru invadarea Balcanilor. Ea a fost descrisă de istoricul David Carlton ca o strategie bazată în mare parte pe ideologia anticomunistă a lui Churchill, deoarece el dorea să plaseze armatele aliate cât mai avansat posibil în Europa de Est pentru a bloca Armata Roșie să se desășoare spre vest. Carlton a remarcat și contradicția din marea strategie a lui Churchill, aceea că cerea Uniunii Sovietice să ducă cea mai mare parte a luptelor și să suporte cele mai mari pierderi, dar, în același timp, presupunea că Regatul Unit va putea interveni atunci când va fi momentul potrivit pentru a opri Armata Roșie să se deplaseze spre vest. Carlton a remarcat că Armata Roșie a dus cea mai mare parte a luptelor, ceea ce a permis însă Armatei Roșii să și cucerească cea mai mare parte a Europei de Est în 1944–45.

## Europa de Est
Ca un corolar al „strategiei mediteraneene”, Churchill a susținut planurile de federare postbelică a Austriei și Ungariei, ca o modalitate de a limita influența sovietică în Europa de Est, favorizând o pace generoasă cu maghiarii. Churchill a fost deosebit de reticent să declare război Ungariei și a făcut-o doar sub puternica presiune a sovieticilor. În 1942, guvernele în exil semnaseră tratate pentru o federație postbelică care ar fi reunit Iugoslavia și Grecia și o altă federație care să reunească Polonia și Cehoslovacia; Churchill avea speranțe că federația austro-ungară ar fi servit drept legătură pentru un super-stat est-european care să se întindă de la Marea Baltică până la Mediterana, și care să aducă mare parte din Europa de Est în sfera de influență occidentală.
Prim-ministrul ungar Miklós Kállay era convins încă de prin 1943 că puterile Axei aveau să piardă războiul, iar interesul său principal era să se asigure că Ungaria semnează un armistițiu cu Regatul Unit și Statele Unite înainte de sosirea Armatei Roșii în Ungaria. Pe tot parcursul anului 1943, diplomații maghiari din Turcia au avut contacte secrete cu diplomați britanici și americani, cărora le-au transmis că guvernul lor nu mai dorește să lupte cu Germania. La 9 septembrie 1943, la bordul unui iaht din Marea Marmara, aproape de Istanbul, ambasadorul britanic în Turcia, Sir Hughe Knatchbull-Hugessen⁠(d) a semnat un armistițiu secret cu diplomatul maghiar László Veress, conform căruia forțele ungare se vor preda forțelor britanice și americane în momentul în care acestea vor ajunge în Ungaria; armistițiul secret păstra o ambiguitate referitor la posibilitatea de a face același lucru dacă trupele sovietice ajung primele în Ungaria.
Deși Kállay a respins armistițiul când a aflat că acesta include capitularea necondiționată, pe 10 septembrie, consulul Ungariei la Istanbul, Dezső Újvári, i-a spus Sir Ronald Hugh Campbell⁠(d), ambasadorul britanic la Lisabona, că guvernul său va respecta termenii armistițiului secret. Disponibilitatea guvernului ultra-conservator al Ungariei, dominat de aristocrație și nobilime, de a contacta Regatul Unit, anglofilul Veress vorbind mult despre speranțele sale pentru legături anglo-maghiare mai strânse după război, a condus la speranța că Ungaria se va afla în sfera de influență britanică în lumea postbelică.
Bulgaria era aliată Germaniei și primise teritorii românești, grecești și iugoslave în 1940–1941. În decembrie 1941, regele Boris al III-lea al Bulgariei a declarat război Statelor Unite și Regatului Unit, dar nu a declarat niciodată război Uniunii Sovietice, deoarece sentimentele tradiționale rusofile ale poporului bulgar pentru semenii lor slavi ar fi făcut declararea războiului prea nepopulară. În Comisia Consultativă Europeană care avea responsabilitatea de a întocmi armistiții cu puterile Axei, Uniunea Sovietică, nefiind în război cu Bulgaria, nu a fost implicată, în timp ce Statele Unite nu aveau niciun interes în armistiții cu ceea ce considera a fi „națiuni balcanice înapoiate”, precum Bulgaria. Britanicii au constatat astfel că Bulgaria era responsabilitatea lor implicită, iar posibilitatea ca Uniunea Sovietică să declare război Bulgariei nu le-a trecut niciodată prin minte, făcându-i să presupună că Bulgaria va fi în sfera de influență britanică după război în mod implicit.
Sprijinul lui Churchill pentru menținerea monarhiilor atât în Italia, cât și în Grecia⁠(d) ca cea mai bună modalitate de a-i ține pe comuniști departe de putere după război a provocat și tensiuni cu americanii, care se opuneau comportamentului regelui Victor Emmanuel al III-lea în Italia și celui al regelui George al II-lea în Grecia, care sprijiniseră regimurile fasciste și discreditaseră Casele de Savoia și Glücksburg. Spre deosebire de Churchill, care favoriza nu numai menținerea monarhiilor din Italia și Grecia, ci și menținerea la putere a unora care susținuseră fascismul, cum era mareșalul Pietro Badoglio, Roosevelt era mult mai deschis ca Italia și Grecia să devină republici după război, în timp ce îi prefera pe cei cu poziții de stânga liberale și moderate ca viitori lideri după război. Cu toate acestea, faptul că în Italia nu lupta nicio forță sovietică a diminuat temerile lui Churchill cu privire la venirea la putere a Partidului Comunist Italian după război. Știind că forțele Armatei Roșii din Ucraina erau foarte aproape de România, ceea ce sugera că sovieticii vor intra probabil primii în acea țară, în mai 1944, ministrul britanic de externe Sir Anthony Eden s-a întâlnit cu Fiodor Tarasovici Gusev⁠(d), ambasadorul sovietic în Regatul Unit, pentru a discuta despre un aranjament conform căruia Grecia să rămână în sfera de influență britanică în schimbul unei sfere de influență sovietice în România.
Deși Iugoslavia nu era considerată la fel de importantă ca Italia și Grecia, Churchill a făcut presiuni în iunie 1944 pentru un guvern de coaliție în care guvernul provizoriu al Iugoslaviei Federale Democrate proclamat de mareșalul Josip Broz Tito în 1943 să fuzioneze cu guvernul iugoslav în exil cu sediul la Londra, condus de regele Petru al II-lea. Churchill avea speranțe că, cu ajutorul lui Stalin, îl poate convinge pe Tito să-l accepte pe regele Petru al II-lea, crezând că menținerea Casei Karađorđević ar asigura că Iugoslavia va rămâne cel puțin parțial în sfera de influență britanică după război. Cu toate acestea, spre deosebire de Grecia și Italia, pe lângă care navele britanice care foloseau ruta Canalului Suez au trebuit să navigheze, Iugoslavia era mai izolată, ceea ce l-a determinat pe Churchill să acorde mai puțină importanță acestei țări.
Față de Grecia, britanicii consemnau într-un document intern, că „politica noastră pe termen lung față de Grecia este de a o menține în sfera de influență britanică și... o Grecie dominată de ruși nu ar fi conformă strategiei britanice în Mediterana de Est”. Știind că principala forță de rezistență din Grecia era EAM (<i id="mwtA">Ethnikó Apeleftherotikó Metopes</i> - Frontul de Eliberare Națională) dominat de comuniști, politica britanică a fost să sprijine EAM ca o modalitate de a ține pe loc forțele germane care altfel ar fi putut lupta împotriva britanicilor, dar în același timp să împiedice EAM să vină la putere și să se asigure că guvernul grec se întoarce în exil⁠(d) de la Cairo. Având în vedere importanța pe care Churchill o acorda Greciei, el își dorea foarte mult un acord cu Stalin prin care Moscova să accepte Grecia ca fiind în sfera de influență britanică.

### Apelul lui Churchill către Roosevelt
La 4 mai 1944, Churchill i-a adresat ministrului său de externe, Anthony Eden, întrebarea retorică: „Vom accepta comunizarea Balcanilor și poate a Italiei?”. Churchill a răspuns la întrebarea sa spunând că Regatul Unit trebuie să „reziste infuziei și invaziei comuniste”. Încercarea de a elabora sfere de influență pentru Balcani l-a determinat pe Gusev să întrebe dacă americanii sunt incluși. Eden l-a asigurat pe Gusev că americanii vor sprijini acordul privind sferele de influență, dar când a fost întrebat, Departamentul de Stat a răspuns ferm că nu era politica Statelor Unite să încheie astfel de acorduri care ar fi contravenit Cartei Atlanticului. Pus într-o poziție dificilă, Churchill a apelat direct la Roosevelt. Istoricul britanic David Carlton povestește că
[Churchill i-a spus lui Franklin Roosevelt] pe 31 mai…că propunerea de aranjament anglo-sovietic se aplică doar condițiilor de război și că nu este o încercare de decupare a Balcanilor. Roosevelt nu a fost impresionat, și pe 11 iunie a spus că rezultatul va fi „împărțirea regiunii Balcanilor în sfere de influență, în ciuda intenției declarate de a limita aranjamentul la chestiuni militare.” Churchill i-a cerut apoi președintelui să accepte aranjamentul pe o perioadă de încercare de trei luni. Și pe 13, Roosevelt a cedat, relativ neconvins…S-a dovedit a fi o hotărâre de mare importanță.

## Situația militară în 1944

### Înaintarea sovietică
La 22 iunie 1944, Armata Roșie a lansat Operațiunea Bagration și, în bătălia care a urmat, în următoarele 12 zile, a distrus Grupul de Armate Centru German, eliminând 21 de divizii cu un total de aproximativ 300.000 de oameni. Distrugerea Grupului de Armate Centru a creat o breșă uriașă în liniile germane de pe Frontul de Est și a dus la o înaintare sovietică rapidă. La 20 august 1944, Armata Roșie a lansat o ofensivă majoră în Balcani și a invadat România, al cărei petrol era cheia efortului de război german. Pe 21 august 1944, medicul lui Churchill, Lord Moran, scria în jurnalul său: „De mai multe zile, Winston nu mai vorbește deloc despre Hitler. El tună mereu despre pericolele comunismului. Are coșmaruri cu Armata Roșie răspândindu-se ca un cancer de la o țară la alta. A devenit o obsesie și pare să nu se gândească la nimic altceva”, și continua consemnând răspunsul lui Churchill la ofensiva sovietică în România: „Doamne Dumnezeule, rușii se răspândesc prin Europa ca o maree”. Deși Armatele a 8-a⁠(d) și a 6-a germane din România au rezistat cu înverșunare, armata română, al cărei moral era în scădere de ceva vreme, s-a retras. Armata Roșie a încercuit Armata a 6-a Germană, dintre care cei care luptau în cele 18 divizii ale acesteia fie s-au predat, fie au fost uciși, în timp ce Armata a 8-a, foarte afectată, s-a retras în Ungaria pentru a securiza trecătorile din Munții Carpați cu scopul de a bloca înaintarea sovietică în Ungaria.
La 23 august 1944, regele Mihai al României l-a demis pe prim-ministrul său pro-german, mareșalul Ion Antonescu, apoi a semnat un armistițiu cu sovieticii și a declarat război Ungariei și Germaniei. Regele Mihai spera ca trecerea României de partea Aliaților să salveze ramura românească a Casei Hohenzollern de la înlocuirea după război cu un regim comunist, și să recupereze teritoriile cedate Ungariei sub presiunea naziștilor în 1940. Wehrmachtul, care pierduse 380.000 de oameni în încercarea nereușită de a menține controlul asupra României pe parcursul a două săptămâni în august 1944, și-a găsit acum în pericol întreaga poziție din Balcani.
Churchill avea o fascinație pentru Balcani, pe care îi considera unul dintre cele mai favorabile locuri pentru operațiuni. O temă recurentă a „Strategiei mediteraneene” era planul său ca Aliații să debarce pe coasta adriatică a Iugoslaviei și să avanseze prin Culoarul Ljubljana⁠(d) din Alpi pentru a ajunge în Austria, de unde să revendice Europa de Est după război. Pozițiile germane aflate în colaps în Balcani au stimulat din nou interesul lui Churchill pentru planurile sale legate de Culoarul Ljubljana, dar debarcarea în Dalmația necesita mai întâi capturarea nord-estului Italiei. La 25 august, Armata a 8-a britanică a început Operațiunea Olive⁠(d), o ofensivă împotriva Liniei Gotice din nordul Italiei, condusă de Corpul 1 canadian⁠(d), cu scopul de a cuceri Pesaro și Rimini, care urmau să fie folosite ca porturi pentru a sprijini ofensiva britanică planificată în Iugoslavia.
Apriga rezistență germană de pe Linia Gotică, care a profitat la maxim de pozițiile naturale defensive din nord-estul Italiei, străbătut de munți și de 14 râuri, a făcut ca Armata a 8-a să avanseze mult mai încet decât se spera și a condus la renunțarea la planurile pentru Poarta Ljubljanei. În Triumf și tragedie, ultima dintre cărțile sale din seria Istoria celui de-al doilea război mondial, Churchill i-a atacat pe americani pentru Operațiunea Dragoon, invazia sudului Franței, căreia el i se opusese. Ca o expresie a amărăciunii că americanii s-au opus strategiei sale mediteraneene, Churchill a susținut că, dacă forța umană și resursele dedicate Operațiunii Dragoon ar fi fost puse la dispoziție pentru planuri de înaintare în sus pe Culoarul Ljubljana, atunci Aliații ar fi cucerit Viena în 1944 și, prin urmare, ar fi împiedicat Armata Roșie să cucerească acel oraș în 1945.
La 2 septembrie 1944, Bulgaria a renunțat la alianța cu Reichul și și-a declarat neutralitatea. La 5 septembrie 1944, Uniunea Sovietică a declarat război Bulgariei, iar Armata Roșie a trecut Dunărea în Bulgaria în aceeași zi. Bulgarii s-au predat imediat și, în aceeași zi în care Uniunea Sovietică a invadat, Bulgaria a trecut de partea ei și a declarat război Germaniei. La 9 septembrie, Frontul Patriei, condus de comuniști, a preluat puterea în Bulgaria, iar pe 15 septembrie, Armata Roșie a intrat în Sofia. Ocupația sovietică a Bulgariei a adus Armata Roșie la granițele Iugoslaviei, Greciei și Turciei, toate fiind mărginite de căile maritime ale Mediteranei pe care Churchill era hotărât să le refuze sovieticilor după război.
La a doua conferință de la Quebec⁠(d), între Roosevelt și Churchill ținută la Quebec City, între 12 și 16 septembrie, Churchill și restul delegației britanice au petrecut mult timp vorbind despre Bulgaria. În cadrul aceleiași conferințe, Roosevelt a respins încă o dată planurile lui Churchill pentru ofensiva din Culoarul Ljubljana, spunând că Balcanii nu sunt un teatru de operațiuni decisiv pentru război, așa cum spunea Churchill, iar Aliații ar trebui să se concentreze asupra nord-vestului Europei. La conferință, feldmareșalul Alan Brooke⁠(d), șeful Statului Major General Imperial, a trebuit să-l informeze pe Churchill că armata britanică este întinsă până la punctul de rupere din cauza pierderilor produse de luptele din nord-vestul Europei, Italia și Birmania, și că pentru operațiunile din Balcani ar fi disponibilă cel mult trupe scheletice. Brooke i-a indicat lui Churchill că planurile lui ca armata britanică să ocupe Balcanii și Ungaria erau destul de imposibil de realizat la acea dată fără participare americană.
Britanicii erau îngrijorați în special de posibilitatea ca Stalin să permită ca după război Bulgaria să rămână acea Bulgarie Mare creată în 1941, când germanii i-au alipit Macedonia iugoslavă, și o mare parte din Tracia și Macedonia grecești. „Bulgaria mare” creată în 1941 îi conferea Bulgariei ieșire la Marea Egee și, cel mai deranjant pentru britanici, sovieticii le permiteau bulgarilor să rămână în zonele anexate din Grecia și Iugoslavia pe motiv că Bulgaria era acum aliat al sovieticilor. Și mai îngrijorătoare pentru Churchill era posibilitatea ca Armata Roșie să se îndrepte spre sud, către Grecia, și să o elibereze, punând astfel Regatul Unit în fața faptului împlinit, cu EAM instalat la putere.
Într-o oarecare disperare de cauză, Eden a trimis pe 21 septembrie o telegramă către Sir Archibald Clark Kerr, ambasadorul la Moscova, cerându-i să spună că speră că „guvernul sovietic nu va considera necesar să trimită trupe ruse în nicio parte a Greciei decât în acord cu Guvernul Majestății Sale”. După două zile de așteptare tensionată a unui răspuns sovietic, pe 23 septembrie, comisarul-adjunct de externe, Andrei Vîșinski, i-a spus lui Clark Kerr că Uniunea Sovietică va onora acordul Eden-Gusev din mai 1944. Pe lângă Grecia, Churchill a insistat foarte mult ca Bulgaria să revină la frontierele dinainte de 1941. Lui Churchill i-a fost indiferent dacă tratatul de la Craiova din 1940, care le dădea bulgarilor Dobrogea de Sud în detrimentul României, va fi sau nu revizuit.

### Toamna lui 1944
Pe măsură ce sovieticii înaintau în Bulgaria, Armata Roșie era angajată și în lupte grele pe trecătoriile Transilvaniei din Munții Carpați care duceau în Ungaria, dar puțini se îndoiau că va fi doar o chestiune de timp până când sovieticii vor pătrunde în câmpia Ungariei. La 21 septembrie 1944, Armata Roșie a luat Aradul, oraș românesc ce fusese pentru scurt timp în luna precedentă ocupat de maghiari, iar panica a izbucnit la Budapesta. La 24 septembrie 1944, regentul Ungariei, amiralul Miklós Horthy, a hotărât să deschidă discuții secrete pentru armistițiu cu Uniunea Sovietică, la care până atunci se opusese, și i-a trimis  lui Stalin o scrisoare în care pretindea că a fost informat greșit despre incidentul care a determinat Ungaria să declare război Uniunii Sovietice în 1941, iar acum accepta că nu sovieticii ar fi bombardat orașul Kassa.
La fel ca regele Mihai, amiralul Horthy spera că semnarea unui armistițiu ar putea salva Ungaria de un regim comunist și, în plus, dorea să păstreze partea din Transilvania pe care Ungaria o primise în cadrul celui de al doilea arbitraj de la Viena din 1940. La 6 octombrie 1944, a început bătălia de la Debrețin, când Armata Roșie a pătruns în câmpia Ungariei. Armata Roșie a capturat și apoi a pierdut Debreținul, deși cele trei corpuri sovietice care fuseseră încercuite de contraatacul german au reușit să scape. Înaintarea sovietică către Budapesta fusese oprită pentru moment, dar era de așteptat ca Armata Roșie să își reia înaintarea.
În același timp în care Armata Roșie înainta în Balcani și lupta în Ungaria, aliații occidentali s-au trezit blocați pe frontul de vest, deoarece speranțele generalilor anglo-americani de a încheia războiul până la Crăciun erau spulberate de rezistența viguroasă a Wehrmachtului. Convingerea larg răspândită de ofițerii anglo-americani că campania din Normandia a paralizat Wehrmachtul în Europa de Vest s-a dovedit a fi greșită, deoarece în ceea ce istoricii germani numesc „miracolul din septembrie”, Wehrmachtul și-a revenit după înfrângerea din Normandia și a oprit înaintarea aliaților.
Pentru a-și susține înaintarea, Aliații aveau nevoie de un port major mai aproape de liniile lor decât Cherbourg⁠(d) și Marsilia. Cu cât Aliații înaintau mai mult în Europa, cu atât liniile lor de aprovizionare se lungeau, în timp ce liniile de aprovizionare germane, dimpotrivă, se scurtau, oferind Wehrmachtului un avantaj în luptă. Deși Wehrmachtul neglijase după 1940 Zidul de Vest de-a lungul graniței cu Franța, problemele logistice au împiedicat foarte mult înaintarea Aliaților, iar Zidul de Vest a fost reactivat în grabă și s-a dovedit a fi o linie de apărare formidabilă, care a întârziat intrarea Aliaților în Renania. Chiar și Armata a 3-a a SUA, condusă de celebrul și agresivul general George Patton, și-a încetinit până în octombrie înaintarea în Lorena la nivelul a ceea ce istoricul american Gerhard Weinberg⁠(d) numea „mers târâș”.
Britanicii capturaseră Antwerpenul, al treilea port ca mărime al Europei, la 5 septembrie 1944, dar acesta era inutil pentru Aliați atâta timp cât germanii ocupau gurile de vărsare ale râului Scheldt, care lega Antwerpen de Marea Nordului. Decizia feldmareșalului Bernard Montgomery de a se concentra pe Operațiunea Market Garden, o încercare de a depăși Zidul de Vest, care s-a încheiat cu înfrângerea parașutistilor anglo-polonezi în bătălia de la Arnhem, în locul curățării Scheldtului, a permis forțelor germane să sape tranșee și să blocheze folosirea Antwerpenului de către Aliați. Germanii minaseră Scheldtul, ceea ce impunea acum o operațiune de deminare, ceea ce, la rândul său, necesita evacuarea forțelor germane care ocupau malurile râului. Drept urmare, o forță în mare parte canadiană a trebuit să lupte în dificila și sângeroasa bătălie de pe Scheldt în octombrie–noiembrie 1944 pentru a permite deminoarelor să curețe Scheldtul. Atâta timp cât Antwerpenul rămânea închis pentru Aliați, nu exista nicio posibilitate ca Aliații să facă progrese majore împotriva Reichului în toamna anului 1944. Abia pe 28 noiembrie 1944, după ce deminoarele au curățat Scheldtul, aliații au putut începe să folosească portul Antwerpen. Aceasta, la rândul său, l-a plasat pe Stalin într-o poziție relativ favorabilă în ceea ce privește puterea de negociere cu Aliații.
Cu Armata Roșie acum pătrunsă adânc în Balcani, Adolf Hitler a decis că Grecia nu mai poate fi păstrată sub ocupație, și a ordonat forțelor sale să se retragă din Grecia pentru a se îndrepta spre Iugoslavia înainte să fie încercuite de Armata Roșie. La 4 octombrie 1944, Frontul III ucrainean sub comanda mareșalului Fiodor Tolbuhin, împreună cu partizanii iugoslavi, au cucerit Belgradul. Faptul că sovieticii nu au continuat luarea Belgradului cu o ofensivă spre Marea Adriatică, ci s-au îndreptat în schimb de-a lungul Dunării spre Budapesta, a permis grupului de armate german E⁠(d) sub comanda lui Alexander Löhr să scape din Grecia. La 4 octombrie 1944, Corpul III⁠(d) britanic sub comanda generalului Ronald Scobie⁠(d), a debarcat în Grecia. Pe 10 octombrie 1944, germanii au început să se retragă din Grecia.
La 15 octombrie 1944, Horthy a semnat un armistițiu cu Uniunea Sovietică, dar Hitler anticipase această mișcare și făcuse pregătiri pentru a menține Ungaria câmp de luptă, indiferent de ce gândeau maghiarii. Faptul că Horthy a insistat că onoarea sa de ofițer și nobil maghiar îi cerea să-l anunțe pe Hitler că va semna un armistițiu cu sovieticii a pus capăt cu siguranță oricărei îndoieli în mintea lui Hitler cu privire la ceea ce avea de gând să facă. În aceeași zi în care Horthy a semnat armistițiul, forțele germane au preluat controlul Ungariei, l-au înlăturat pe Horthy de la putere și au impus un nou guvern condus de Ferenc Szálasi de la Partidul Crucilor cu Săgeți. Pe măsură ce germanii se retrăgeau din Grecia, EAM prelua controlul, și când au debarcat, britanicii au constatat că EAM controla deja cea mai mare parte a Greciei.

## Acordul
| Țările              | Procente sovietice | Procente ale Occidentului |
| ------------------- | ------------------ | ------------------------- |
| Regatul Bulgariei   | 75% → 80%          | 25% → 20%                 |
| Regatul Greciei     | 10%                | 90%                       |
| Regatul Ungariei    | 50% → 80%          | 50% → 20%                 |
| România             | 90% → 100%         | 10% → 0%                  |
| Regatul Iugoslaviei | 50%                | 50%                       |

Summitul anglo-sovietic de la Moscova, care a început la 9 octombrie 1944, a fost în mare măsură provocat de problema bulgară, în special de posibilitatea unei „Bulgarii Mari” după război aflată în sfera de influență sovietică, împreună cu posibilitatea ca toți Balcanii împreună cu Ungaria să fie ocupați în curând de Armata Roșie. După ce a ignorat deliberat Balcanii în cea mai mare parte a războiului, Roosevelt începuse acum să se intereseze de regiune. În octombrie 1944, Roosevelt era cu totul implicat în campania sa electorală în timp ce căuta un al patrulea mandat, și nu a putut să participe la summitul de la Moscova așa cum își dorea. Într-o telegramă adresată lui Stalin în 4 octombrie, Roosevelt și-a exprimat regretul că nu poate participa din cauza campaniei electorale, dar că „în acest război global nu există literalmente nicio chestiune, politică sau militară, de care Statele Unite să nu fie interesate”. Roosevelt să i se permită participarea la summit, în calitate de observator, ambasadorului american în Uniunea Sovietică, W. Averell Harriman⁠(d), ceea ce a fost refuzat politicos pe motiv că Harriman nu putea participa decât în calitate de reprezentant al lui Roosevelt.
Winston Churchill a propus acordul, în baza căruia Regatul Unit și URSS să convină să împartă Europa în sfere de influență, o țară având „predominanță” într-o sferă, iar cealaltă țară având „predominanță” în cealaltă. Cel puțin o parte din motivația acordului era că Churchill încă mai trăgea speranța că britanicii vor putea debarca în Iugoslavia și vor înainta prin Culoarul Ljubljana, ceea ce necesita cooperarea cu Armata Roșie care deja intrase în Iugoslavia. Mai mult, interesul lui Churchill de a evita venirea EAM la putere în Grecia, l-a făcut dornic să-l convingă pe Stalin, al cărui sprijin pentru EAM era în mare parte retoric, să abandoneze EAM, deoarece nu dorea ca dezacordurile cu privire la Grecia să devină prilejul unei ciocniri de interese anglo-sovietice în Balcani. În stenogramele britanice ale convorbirilor, principala teamă a lui Churchill era că perspectiva deja iminentă a războiului civil în Grecia ar putea fi cauza unui război anglo-sovietic, în care sovieticii să susțină EAM, iar britanicii pe rege.
După ce a discutat despre Polonia, Churchill i-a spus lui Stalin că România este „foarte mult o chestiune rusească”, iar armistițiul sovieto-român este „rezonabil și dă dovadă de multă pricepere politică în interesul păcii generale în viitor”. Churchill a declarat apoi că „Marea Britanie trebuie să fie puterea principală a Mediteranei”, ceea ce presupunea ca Grecia să fie în sfera de influență britanică. Stalin și-a exprimat o oarecare simpatie pentru britanici, care mare parte din timpul celui de al Doilea Război Mondial nu au putut folosi Marea Mediterană din cauza pericolului atacurilor navale și aeriene din partea forțelor Axei cu centrul în Italia, care i-au obligat pe britanici să-și aprovizioneze forțele în Egipt pe ruta ocolită pe după Capul Bunei Speranțe. La scurt timp s-a ajuns la un acord pe tema Greciei și României, dar Bulgaria, Iugoslavia și Ungaria s-au dovedit a fi mai dificile.
Conform relatării lui Churchill despre incident, Churchill a sugerat că Uniunea Sovietică ar trebui să aibă o influență de 90% în România și 75% în Bulgaria; Regatul Unit ar trebui să aibă 90% în Grecia; și ar în Ungaria și Iugoslavia ar trebui ca fiecare să aibă 50%. Churchill a scris-o pe o bucată de hârtie pe care i-a împins-o lui Stalin, care a bifat-o și i-a dat-o înapoi. Rezultatul acestor convorbiri a fost că procentele de influență sovietică în Bulgaria și, mai semnificativ, Ungaria au fost modificate la 80% și cel în România la 100%. Churchill l-a numit „naughty document” („obraznicul document”).

### Alte chestiuni discutate în octombrie 1944
După ce au discutat despre Balcani, Churchill și Stalin s-au îndreptat către propunerea de formare a Națiunilor Unite, Churchill cedând cererii lui Stalin ca marile puteri să aibă dreptul de a vota și de a da veto la disputele teritoriale care le implică, dând exemplu felul în care China, susținută de Statele Unite, cerea retrocedarea Hong Kongului după război, ceea ce Churchill considerat scandalos. Întrucât Statele Unite refuzau să recunoască câștigurile teritoriale sovietice din 1939–1940, mesajul lui Churchill a fost clar aici, și anume că există un pro quo quid că Regatul Unit va sprijini Uniunea Sovietică să revină la frontierele din 1941 în schimbul sprijinului sovietic pentru ca Regatul Unit să-și redobândească coloniile asiatice care fuseseră pierdute în fața Japoniei, față de care Statele Unite se opuneau. Churchill fusese deranjat de sprijinul american pentru pretenția Chinei de a fi o mare putere și încerca să-și asigure sprijinul sovietic împotriva campaniei sino-americane pentru creșterea puterii Chinei. Odată ce subiectul discuției s-a recentrat pe Balcani, Stalin s-a opus cererii britanicilor de a avea vreo influență în Bulgaria și în curând s-a dovedit că adevărata problemă era Turcia.

În consecință, în stenogramele britanice, Stalin apare ca spunând: „dacă Marea Britanie este interesată de Mediterana, atunci Rusia este la fel de interesată de Marea Neagră”. Stalin a susținut că convenția de la Montreux din 1936, care guverna strâmtorile Turciei⁠(d), era părtinitoare împotriva Uniunii Sovietice și trebuie revizuită. Stalin susținea că, dacă Marea Britanie are dreptul de a controla canalul Suez indiferent de ce simt egiptenii, iar Statele Unite au dreptul de a controla canalul Panama indiferent de ce simt panamezii, atunci și Uniunea Sovietică are dreptul de a controla strâmtorile turcești indiferent de ceea ce simt turcii. Deși Churchill părea înțelegător față de pretențiile lui Stalin ca Uniunea Sovietică să aibă „dreptul moral de liberă trecere” prin strâmtorile turcești, el susținea că ar fi nevoie de o „presiune treptată” pentru a-i convinge pe turci să o accepte. Churchill și-a asigurat de la Stalin promisiunea că Armata Roșie nu va intra în Grecia, apoi i-a cerut lui Stalin „să-i domolească pe comuniștii din Italia și să nu-i agite”, spunând că dorește să lase „democrația pură” să decidă dacă Italia rămâne monarhie sau devine republică. Stalin a răspuns că
... este greu să-i influențezi pe comuniștii italieni. Poziția comuniștilor diferă în diferite țări. Depinde de situația lor națională. Dacă Ercoli [Palmiro Togliatti, secretarul general al Partidului Comunist din Italia] s-ar afla la Moscova, mareșalul Stalin l-ar putea influența. Dar el era în Italia, unde circumstanțele erau diferite. De acolo, el îi putea spune mareșalului Stalin să se ducă naibii. Ercoli putea spune că el este italian și că mareșalul Stalin să-și vadă de treaba lui... Cu toate acestea, Ercoli era un om înțelept, nu un extremist, și nu avea de gând să înceapă o aventură în Italia.
Harriman nu a participat la summitul Churchill-Stalin de la Moscova, dar a făcut tot posibilul să-l țină informat pe Roosevelt despre ceea ce se discuta, deși nu a menționat niciodată nimic despre procente. Informațiile pe care Harriman le-a oferit prietenului său din copilărie Roosevelt despre summitul anglo-sovietic au fost în general exacte, deși erau multe din discuțiile Churchill-Stalin despre care el nu știa. În următoarele câteva luni, Roosevelt a ignorat întregul conținut al summitului de la Moscova și acordul privind procentele.

## Dezacordurile pe tema Bulgariei
După ce a discutat despre Italia, conversația s-a îndreptat din nou către Bulgaria. Stalin susținea că Armata Roșie este cea care îi ținea pe comuniștii bulgari în frâu față de radicalismul lor. Stalin susținea că sovieticii nu intenționează să folosească Bulgaria ca bază pentru a amenința Turcia și s-a opus oricărui rol britanic în Bulgaria, ceea ce l-a determinat pe Eden să răspundă că Regatul Unit are dreptul la o „parte mică” după ce a fost în război cu Bulgaria timp de trei ani. Bulgaria s-a dovedit a fi principala dificultate în timpul întâlnirii din 10 octombrie dintre Eden și Molotov, Eden acuzându-i pe bulgari că maltratează ofițerii britanici în Tracia grecească și cerând Uniunii Sovietice să le ordone acestora să-i trateze pe ofițerii britanici cu respect. Într-un rar moment de inteligență, Molotov a răspuns că sovieticii tocmai promiseseră că nu se amestecă în afacerile interne grecești. În curând, s-a ajuns la discuții pe marginea armistițiului cu Bulgaria. Armistițiile pe care Uniunea Sovietică tocmai le semnase cu România și Finlanda dădeau putere unei Comisii Aliate de Control care să opereze „sub conducerea și ordinele generale” ale înaltului comandament sovietic, dând de fapt sovieticilor principalul cuvânt de spus în acele țări.
Proiectul american pentru armistițiul cu Bulgaria prevedea că Comisia Aliată de Control pentru Bulgaria urma să fie responsabilă în fața guvernelor celor „Trei Mari” puteri și pe care Regatul Unit convenise să o accepte. Molotov dorea ca Eden să renunțe la sprijinul britanic pentru proiectul american și să accepte proiectul sovietic, care era aproape identic cu armistițiile cu Finlanda și România. Eden a refuzat să cedeze, ceea ce l-a făcut pe Molotov să țipe că Bulgaria are ieșire la Marea Neagră, iar dacă sovieticii sunt dispuși să accepte că Regatul Unit are interese speciale în Marea Mediterană, atunci și Uniunea Sovietică avea interese speciale în Marea Neagră, și a spus că „Bulgaria nu este Italia, Spania, Grecia și nici Iugoslavia”. La un moment dat, Molotov a sugerat că Uniunea Sovietică este dispusă să accepte împărțirea Iugoslaviei, lăsând Regatul Unit să controleze coasta Adriaticii, iar Uniunea Sovietică partea continentală, dacă britanicii cedează Bulgaria. Pe 11 octombrie, Molotov i-a oferit lui Eden o influență de 20% în Bulgaria și un armistițiu modificat care prevedea că Comisia Aliată de Control din Bulgaria va acționa la comanda Înaltului Comandament sovietic, dar cu „participarea” guvernelor britanic și american. Eden a acceptat proiectul lui Molotov și a fost de acord că armistițiul cu Ungaria, atunci când va fi semnat, va fi identic cu armistițiul cu Bulgaria.

### Perspectiva SUA asupra chestiunii
Într-o telegramă către Roosevelt trimisă pe 11 octombrie 1944, Churchill scria:
Eu și Stalin ar trebui să găsim o perspectivă comună asupra Balcanilor, ca să prevenim izbucnirea de războaie civile în mai multe țări, în care probabil tu și cu mine am simpatiza cu una din tabere, iar U.J. [„Uncle Joseph”, adică Stalin] cu cealaltă. Te voi ține la curent cu toate astea, și nu se va stabili nimic cu excepția acordurilor preliminare între Marea Britanie și Rusia, care rămân să mai fie discutate și rafinate cu tine. Pe aceste baze sunt sigur că nu te va deranja dacă încercăm să avem o deplină înțelegere cu rușii.
În aceeași zi, Churchill i-a trimis o scrisoare lui Stalin în care spunea că Regatul Unit are legături speciale cu regele Petru al II-lea și cu regele Gheorghe al II-lea al Greciei, așa că repunerea lor pe tron este o chestiune de onoare, dar a susținut că crede că popoarele din Balcani au dreptul să aleagă orice formă de sistem politic pe care o doresc, cu excepția fascismului. Churchill a declarat că procentele sunt doar „o metodă prin care în gândurile noastre putem vedea cât de aproape suntem împreună” și să găsim un mijloc de a ne apropia. Cabinetului de Război, la întoarcerea sa la Londra pe 12 octombrie, Churchill i-a declarat că acordul a fost „doar un îndrumar temporar pentru viitorul imediat pe timp de război...”
Churchill a susținut că cedarea României în sfera sovietică a fost doar pentru că Antonescu a ales să participe la Operațiunea Barbarossa în iunie 1941. Prin Eden, el și-a asigurat de la Molotov angajamentul că bulgarii aveau să se retragă din părțile Iugoslaviei și Greciei pe care le ocupaseră, dar problema sferelor de influență în Bulgaria și a armistițiului cu această țară nu dispăruse. În acest moment, americanii își descoperiseră interesul pentru Bulgaria, iar secretarul de stat Cordell Hull a insistat asupra unui text de acord de armistițiu care să ofere delegației americane din Comisia Aliată de Control care superviza Bulgaria putere egală cu cea a delegației sovietice. Deși ambasadorul american în Regatul Unit, John Gilbert Winant⁠(d) a pierdut la vot la o ședință a Comisiei Consultative Europene din 21 octombrie 1944 cu privire la textul armistițiului cu Bulgaria, el a mai declarat că acesta nu era definitiv și că Statele Unite sunt pregătite să redeschidă chestiunea la următoarea reuniune a Comisiei Consultative Europene.

## Istoriografie
Abia în 1958, istoricii sovietici au dat atenție relatării lui Churchill din Triumf și tragedie, și atunci doar pentru a o nega. Istoricul diplomatic sovietic Igor Zemskov a scris în revista istorică Mejdunarodnaia jizn că afirmația lui Churchill privind un acord de procentaj este o minciună „murdară, grosolană” fără nicio bază, spunând că nu i s-a făcut o astfel de ofertă lui Stalin, care ar fi respins-o dacă ar fi fost făcută. Riscul era ca reputația lui Stalin în cercurile de stânga să aibă de suferit dacă se afla că a abandonat cu cinism EAM, care era capabilă să controleze întreaga Grecie în octombrie 1944. Unii istorici, inclusiv Gabriel Kolko⁠(d) și Geoffrey Roberts⁠(d), cred că importanța acordului este supraevaluată. Kolko scrie:
Are prea puțină importantă memorabilul și dramaticul pasaj din autobiografia lui Churchill în care își amintește cu, el și Stalin și-au împărțit Europa de Est ... „Bifa” lui Stalin, tradusă în cuvinte reale, nu indică absolut nimic. Chiar a doua zi, Churchill i-a trimis lui Stalin o propunere de minută a conversației, și rusul a șters cu grijă frazele ce sugerau crearea de sfere de influență, fapt pe care Churchill l-a exclus din memoriile lui. [Ministrul britanic de externe] Anthony Eden a evitat asiduu termenul, și a considerat înțelegerea doar un acord practic privind felul cum se vor rezolva problemele în fiecare țară, și chiar a doua zi el și [ministrul sovietic de externe] Veaceslav Molotov au modificat procentajele într-o manieră pe care Eden o presupunea a fi generală și nu precisă.
Henry Butterfield Ryan scrie că „Eden și Molotov s-au târguit cu aceste cantități de parcă s-ar târgui pentru un covor într-un bazar, Molotov încercând, în cele din urmă, cu succes, să micșoreze cifrele alocate Regatului Unit”. În The Cambridge History of the Cold War, Norman Naimark⁠(d) scrie că, împreună cu acordurile de la Ialta și Potsdam, „notoriul acord de procentaj dintre Iosif Stalin și Winston Churchill... a confirmat că Europa de Est, cel puțin inițial, se află în sfera de influență a Uniunii Sovietice”. Serghei Radcenko⁠(d) a scris: „chiar dacă Stalin a renunțat la Grecia pentru că nu intenționa niciodată să meargă acolo, în primul rând, a încercat să-și prezinte reticența ca pe o concesie, pentru care a cerut în schimb o concesie din partea britanicilor: o promisiune de a nu se amesteca în Balcani. Stalin a apreciat recunoașterea de către Churchill a avansurilor sovietice pentru că o astfel de recunoaștere conferea un iz de legitimitate acestor câștiguri”.
În biografia sa despre Churchill, Roy Jenkins scrie că acordul „a propus sfere de influență de tip Realpolitik în Balcani. Dosarul [Foreign Office] raportează că [Churchill] a spus că „americanii ar fi șocați dacă ar vedea cât de grosolan a spus-o.” David Carlton a scris că „[Cu privire la contractul din octombrie, se convenise o înțelegere clară, deși informală, pe subiectul care conta cel mai mult pentru Churchill: avea acordul lui Stalin să se ocupe de Grecia după cum credea de cuviință⁠(d).” Anthony Eden a scris că, cu câteva luni înainte de întâlnire, el și Churchill discutaseră problema și „ne simțeam îndreptățiți să cerem sprijinul sovieticilor pentru politica noastră [cu privire la Grecia] în schimbul sprijinului pe care îl acordam politicii sovietice cu privire la România”. Richard Crampton a descris acordul ca fiind „infam”, că Churchill și Stalin au împărțit într-o „manieră cavalerească” Europa de Est în sfere de influență fără niciun efort de a consulta popoarele în cauză.

## Urmări
În opinia lui Churchill, acordul era foarte favorabil Regatului Unit, întrucât EAM controla în mare parte Grecia, pe care Stalin o acceptase a fi în sfera de influență britanică, iar în schimb Regatul Unit recunoștea includerea în sfera sovietică a Bulgariei și României, pe care Armata Roșie deja le ocupa. Din punct de vedere britanic, aducerea Greciei în sfera de influeță britanică punea capăt posibilității ca EAM să ajungă la putere și să dea Uniunii Sovietice baze în Grecia, a cărei poziție făcea din ea o țară-cheie pentru controlul Mediteranei de Est, care pentru Churchill era mult mai importantă decât restul Balcanilor. Faptul că Roosevelt nu-i împărtășea entuziasmul pentru readucerea pe tronul Greciei a regelui Gheorghe al II-lea a fost un factor crucial care l-a determinat pe Churchill să ajungă la o înțelegere cu Stalin, excluzându-i pe americani. Churchill se temea că dacă este inclus și Roosevelt în convorbirile despre viitorul Greciei, atunci americanii ar putea să țină partea sovieticilor, și să accepte să recunoască EAM drept guvern legitim.
În timpul luptelor de Dekemvriana⁠(d) din Atena, Roosevelt a emis o declarație în care dezaproba faptul că britanicii luptau contra EAM și, în privat, s-a declarat indignat de modul în care britanicii recrutaseră fățiș Batalioanele de Securitate⁠(d) colaboraționiste care slujiseră cu loialitate Germania Nazistă, pentru a lupta alături de ei împotriva EAM. În presa americană, Dekemvriana a fost relatată pe un ton ostil față de britanici, jurnaliștii americani criticându-l pe Churchill pentru recrutarea Batalioanelor de Securitate în lupta de partea nepopularului rege Gheorghe. Ca răspuns la afirmațiile americanilor cum că Regatul Unit exercita „politica forței” în Grecia, Churchill a răspuns într-un discurs: „Ce înseamnă politica forței?... Înseamnă să ai o Marină de două ori mai mare decât orice altă Marină în politica mondială de forță? Înseamnă să ai cea mai mare forță aeriană din lume, cu baze în toate părțile politicii mondiale de forță? Să ai tot aurul în politica mondială de forță? Dacă este așa, atunci cu siguranță nu ne facem vinovați de aceste acuzații, îmi pare rău să o spun. Sunt luxuri de care noi nu ne mai bucurăm”.

### Opiniile ulterioare ale lui Churchill
Churchill a rămas multă vreme cu un gust amar din cauza criticilor americanilor la adresa politicii sale referitor la Dekemvriana, Churchill a prezentat în Triumph and Tragedy proclamarea Doctrinei Truman în 1947 ca o recunoaștere tardivă din partea americanilor a faptului ca politica lui în Grecia fusese corectă, scriind cum evenimentele de mai târziu i-au „justificat complet” acțiunile. Churchill a juxtapus declarația dată de secretarul de stat interimar al SUA, Dean Acheson, în 1947, în fața Senatului, potrivit căreia victoria comuniștilor greci în Războiul Civil Grec ar fi „periculoasă” pentru Statele Unite. Cel puțin o parte din motivul pentru care Churchill a dezvăluit acordul de procentaj în Triumph and Tragedy a fost să se înfățișeze ca un om de stat cu vedere în perspectivă, care a semnat inteligent un acord de procentaj pentru a împiedica Uniunea Sovietică să susțină EAM.
La Conferința de la Ialta (februarie 1945), Roosevelt a sugerat ca problemele ridicate în acordul de procentaj să fie decise de nou înființata Organizație a Națiunilor Unite. Stalin a fost consternat, deoarece dorea o sferă de influență sovietică în Europa de Est. Potrivit lui Melvyn Leffler⁠(d), Churchill ar fi „încercat să denunțe” acordul de procentaj, deoarece războiul mondial se încheiase și Grecia fusese asigurată. Era cazul de așa ceva, în special pentru că Churchill și Roosevelt păstraseră o discreție atât de strictă în jurul acordului, încât succesorii lor în funcție nu știau nimic despre el. Între timp, Stalin a crezut inițial că acordul secret este mai important decât înțelegerea publică de la Ialta, ceea ce a l-a făcut să se simtă trădat și să simtă o urgență tot mai mare de a-și asigura guverne prietene la granița URSS.
Cărțile lui Churchill Istoria celui de-al Doilea Război Mondial au fost scrise și pentru a influența prezentul, dar și pentru a înțelege trecutul. În anii 1950, Churchill era obsedat de posibilitatea unui război nuclear și dorea foarte mult să găsească o modalitate de a dezamorsa Războiul Rece înainte ca acesta să se transforme într-un al Treilea Război Mondial, despre care credea că ar putea fi sfârșitul umanității. O temă majoră a volumelor ulterioare din seria Istoria celui de-al Doilea Război Mondial a fost că s-ar fi putut ajunge la o înțelegere cu Uniunea Sovietică. Având în vedere aceste preocupări, Churchill a prezentat acordul de procentaj ca un triumf al politicii, cu implicația evidentă că aceasta ar fi fost soluția Războiului Rece: puterile occidentale și Uniunea Sovietică să convină să-și respecte reciproc sferele de influență. Într-un interviu din 1956 cu CL Sulzberger, Churchill a spus:
Stalin nu și-a încălcat niciodată cuvântul pe care mi l-a dat. Am convenit asupra Balcanilor. I-am spus că poate să aibă România și Bulgaria, și el a spus că putem avea Grecia… Când am intrat în 1944 Stalin nu s-a amestecat.
Indiferent de procentele convenite, toate țările menționate în acordul de procentaj au căzut integral sub controlul comuniștilor, cu excepția Greciei, unde comuniștii au pierdut Războiul Civil Grec. După ruptura Tito-Stalin din 1948, Iugoslavia, care fusese considerată a fi în sfera de influență sovietică, a devenit neutră în Războiul Rece. Bulgaria, România și Ungaria au rămas în sfera de influență sovietică după 1945. După 1956, Ungaria, sub conducerea lui János Kádár, a rămas loială Moscovei în ceea ce privește afacerile externe, dar pe plan intern a introdus reforme semnificative care au fost numite „Gulașcomunism”. România sub conducerea lui Gheorghe Gheorghiu-Dej a fost la început loială Uniunii Sovietice, dar a început să dea semne de independență din 1959, când Gheorghiu-Dej a respins planurile economice sovietice pentru România.
Tendința României de a se îndepărta de sfera de influență sovietică s-a intensificat sub Nicolae Ceaușescu, care a stabilit relații diplomatice cu Germania de Vest în 1967, a criticat public invaziile sovietice ale Cehoslovaciei în 1968 și ale Afganistanului în 1979, iar în 1971 a vizitat China, care tocmai a purtase un război de frontieră cu Uniunea Sovietică, și l-a lăudat pe Mao Zedong drept model pentru România. Tendința românească de a lăuda China, care contestase rolul conducător al Uniunii Sovietice în lumea comunistă, a fost văzută pe scară largă atât în țară, cât și în străinătate ca antisovietică.